# Fly Pan Am (album)
Pour les articles homonymes, voir Pan Am (homonymie).
Albums de Fly Pan Am
Lost in the House
(1998) Sédatifs en fréquences et sillons
(2000)
Fly Pan Am est le premier album épnoyme du groupe de post-rock québécois Fly Pan Am, publié en 1999 par Constellation Records.

## Contexte
L'album contient notamment une nouvelle version de L'espace au sol est redessiné par d'immenses panneaux bleus, qui était déjà présent sur le single Lost in the House, co-produit avec Godspeed You! Black Emperor.
L'album se caractérise par une distorsion de la musique à l'aide de bruits électroniques, créés par le musicien invité Alexandre St-Onge. Ces bruits, souvent stridents, interrompent abruptument la musique (dans sa présentation de l'album, Constellation Records note même que « la musique [de l'album] est parfois volontairement exaspérante dans la recherche de ce concept »). Ces bruits électroniques feront plus tard partie intégrante de la musique du groupe, particulièrement dans l'album Ceux qui inventent n'ont jamais vécu (?).

## Réception
Fly Pan Am a été favorablement accueilli par la critique. Heather Phares d'AllMusic déclare à son sujet que « contrairement à leurs contemporains dans le rock expérimental et le post rock, Fly Pan Am arrive à créer une musique captivante et ambitieuse, [...] éprouvante mais pas intimidante ». Brent DiCrescenzo de Pitchfork a quant à lui loué l'originalité de l'album, affirmant que « si Mogwai n'étaient pas intéressés par les réalisateurs et les pop stars, peut-être qu'ils produiraient [de la musique] aussi audacieuse ». L'album a également été comparé, du fait de la participation de Roger Tellier-Craig, à la musique de Godspeed You! Black Emperor.

## Liste des pistes
| 1.      | L'espace au sol est redessiné par d'immenses panneaux bleus...                    | 13:30 |
| 2.      | ...Et aussi l'éclairage de plastique au centre de tout ces compartiments latéraux | 9:29  |
| 3.      | Dans ses cheveux soixante circuits                                                | 17:45 |
| 4.      | Bibi à Nice, 1921                                                                 | 9:58  |
| 5.      | Nice est en feu!                                                                  | 9:36  |
| 1:00:18 |                                                                                   |       |

## Crédits

### Fly Pan Am
- Jonathan Parant : guitare électrique
- Félix Morel : batterie
- Roger Tellier-Craig : guitare électrique
- J.S. Truchy : guitare basse

### Musiciens invités
- Alexandre St-Onge : électronique (sur Dans ses cheveux soixante circuits)
- Kara Lacy : chant (sur Bibi à Nice, 1921 et Nice est en feu!)
- Norsola Johnson : chant (sur Bibi à Nice, 1921 et Nice est en feu!)

### Producteurs
- Ian Ilavsky : production
- Andrew Frank : mastering
- Larry Cassini : mastering
- Harris Newman : mastering